# Makgeolli

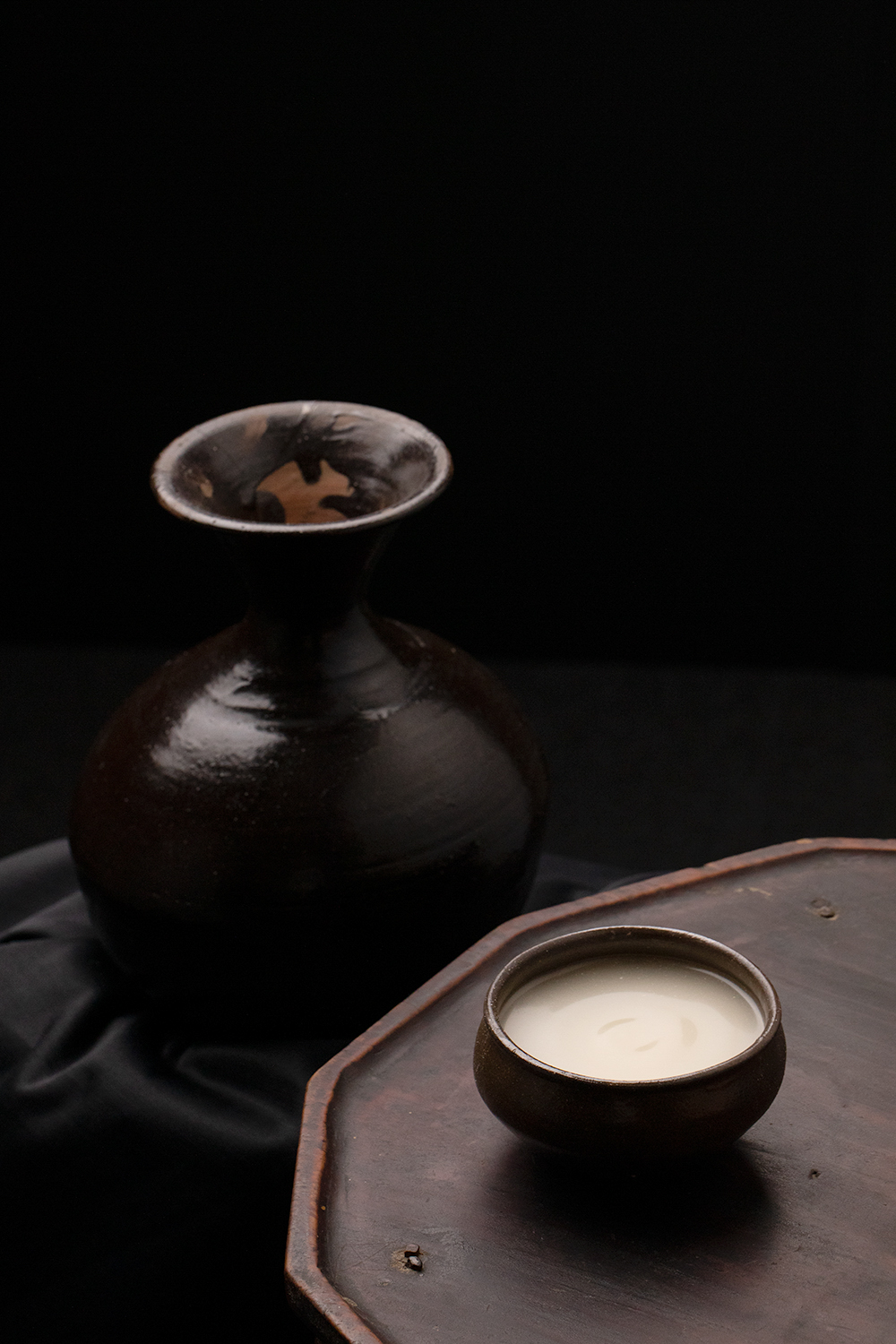
Makgeolli.

Makgeolli (막걸리), ou takju (탁주 ; « opaque ») et nongju (농주 ; « fermier »), est un alcool de riz coréen.

## Description
Le makgeolli est un type d'alcool de riz doux et laiteux (6,5 à 7°), issu d'une fermentation des amidons de céréales (généralement du riz, mais aussi, de l'orge ou du blé, ou d'autre type de féculent, comme la patate douce) après cuisson, par des ferments de type Aspergillus oryzae, appelé nuruk. Bien que les anglophones le qualifient de rice wine (« vin de riz »), le makgeolli est plus proche de la bière, tant par le mode de préparation que par les ingrédients utilisés.
On notera parmi les différentes sortes de makgeolli, le dong dong ju, avec du riz flottant en surface ; le ssal makgeolli, à base de riz simple ; l'inssam ju, préparé avec du ginseng, et l'ihwaju (이화주), épais comme du yaourt.

## Autres alcools proches
L'équivalent chinois est le choujiu de Xi'An, dans la province du Shaanxi 稠酒, chóujiǔ, classé dans les zhuojiu (zh) (chinois simplifié : 浊酒 ; chinois traditionnel : 濁酒 ; pinyin : zhuójiǔ).
L'équivalent japonais est le saké nigorizake (濁り酒), aussi appelé doburoku (濁酒), traduction du terme chinois zhuojiu.
Le makgeolli ne doit pas être confondu avec d'autres alcools coréens tels que le yakju (약주), un alcool de riz fermenté clair proche du mijiu chinois ou du saké japonais, ou le soju (소주) un alcool coréen fort (20 à 45°) obtenu par distillation, à partir de riz, d'orge, de blé, de pomme de terre, de patate douce ou de tapioca, et proche du shōchū japonais ou des baijiu chinois.